# Selloa
Selloa là một chi thực vật có hoa trong họ Cúc (Asteraceae).

## Loài
Chi Selloa gồm các loài: